# Arctomecon merriamii
Espèce
Arctomecon merriamii est une espèce de plantes à fleurs de la famille des Papaveraceae. C'est une plante herbacée originaire des États-Unis.

## Description morphologique

### Appareil végétatif

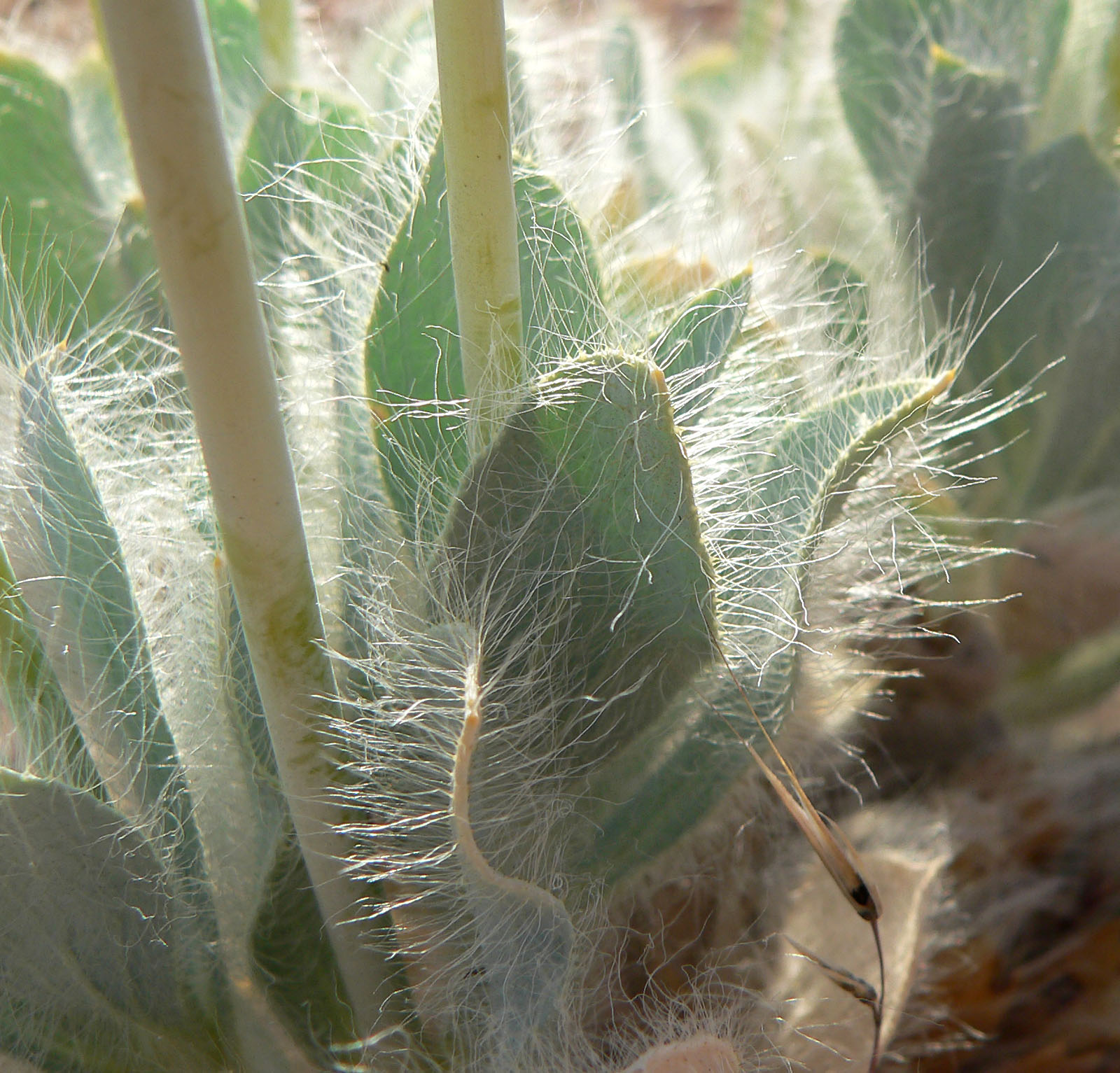
Détail des feuilles velues dArctomecon merriami.

Cette plante de 20 à 50 cm de hauteur est formée d'une touffe de feuilles très velues d'où partent des tiges florales plutôt grêles. Les feuilles de 2,5 à 7,5 cm de long, ont la forme d'un éventail étroit et allongé, et peuvent avoir leur extrémité en pointe ou émoussée. Elles sont d'un bleu-vert rendu grisâtre par de longs poils droits. Les tiges florales sont d'un vert tendre plus franc et sont glabres.

### Appareil reproducteur

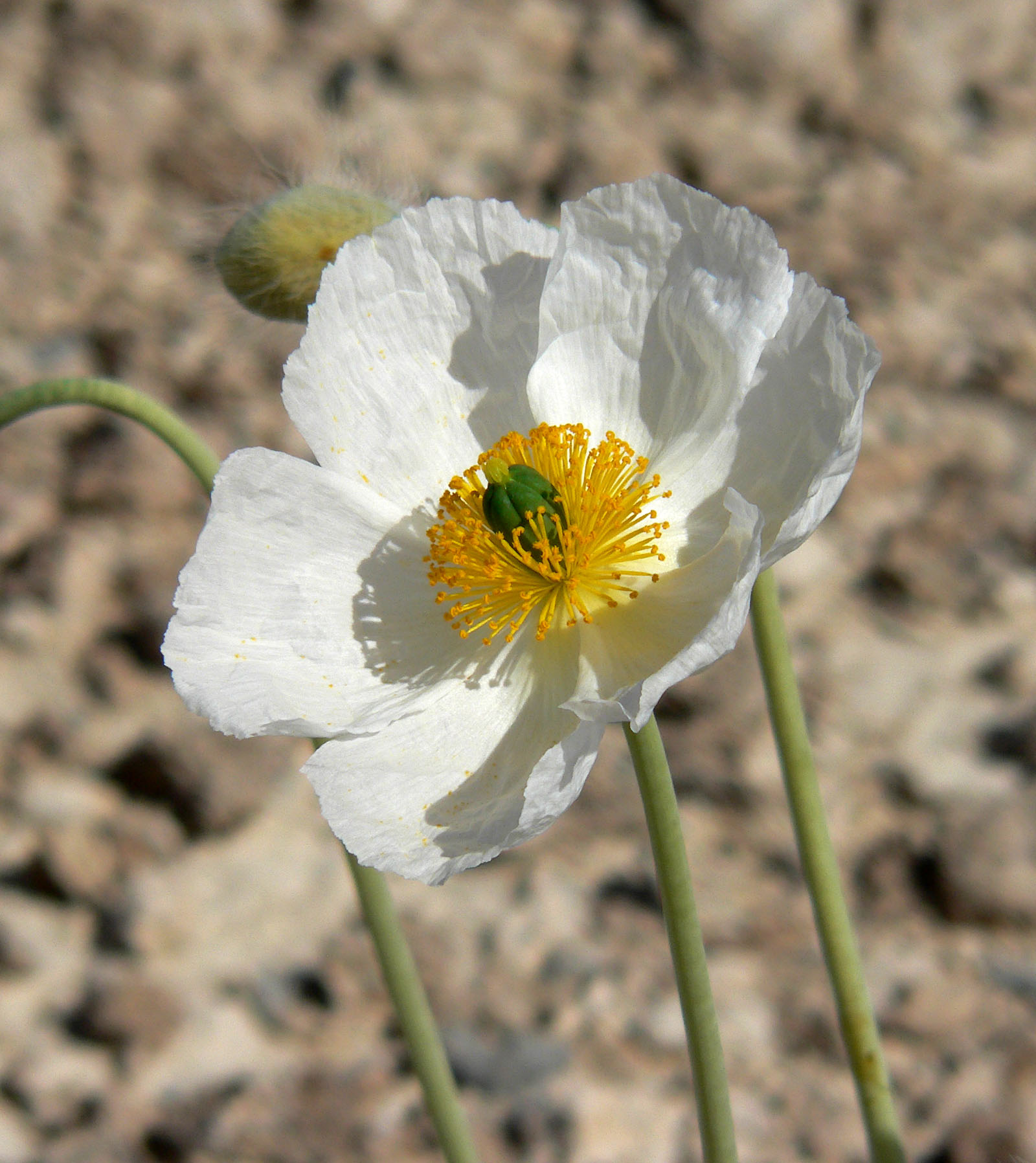
Détail d'une fleur.

La floraison a lieu en avril-mai. L'inflorescence est une fleur blanche isolée au sommet de chaque tige florale. Chaque fleur mesure entre 5 et 7,5 cm de diamètre. Le calice est constitué de 3 sépales velus qui tombent quand la fleur est pleinement ouverte. La corolle est constituée de 6 pétales chiffonnés, blancs, plus larges à leur extrémité qu'à leur base. Les étamines sont nombreuses, de couleur jaune et entourent l'ovaire supère surmonté de styles courts.

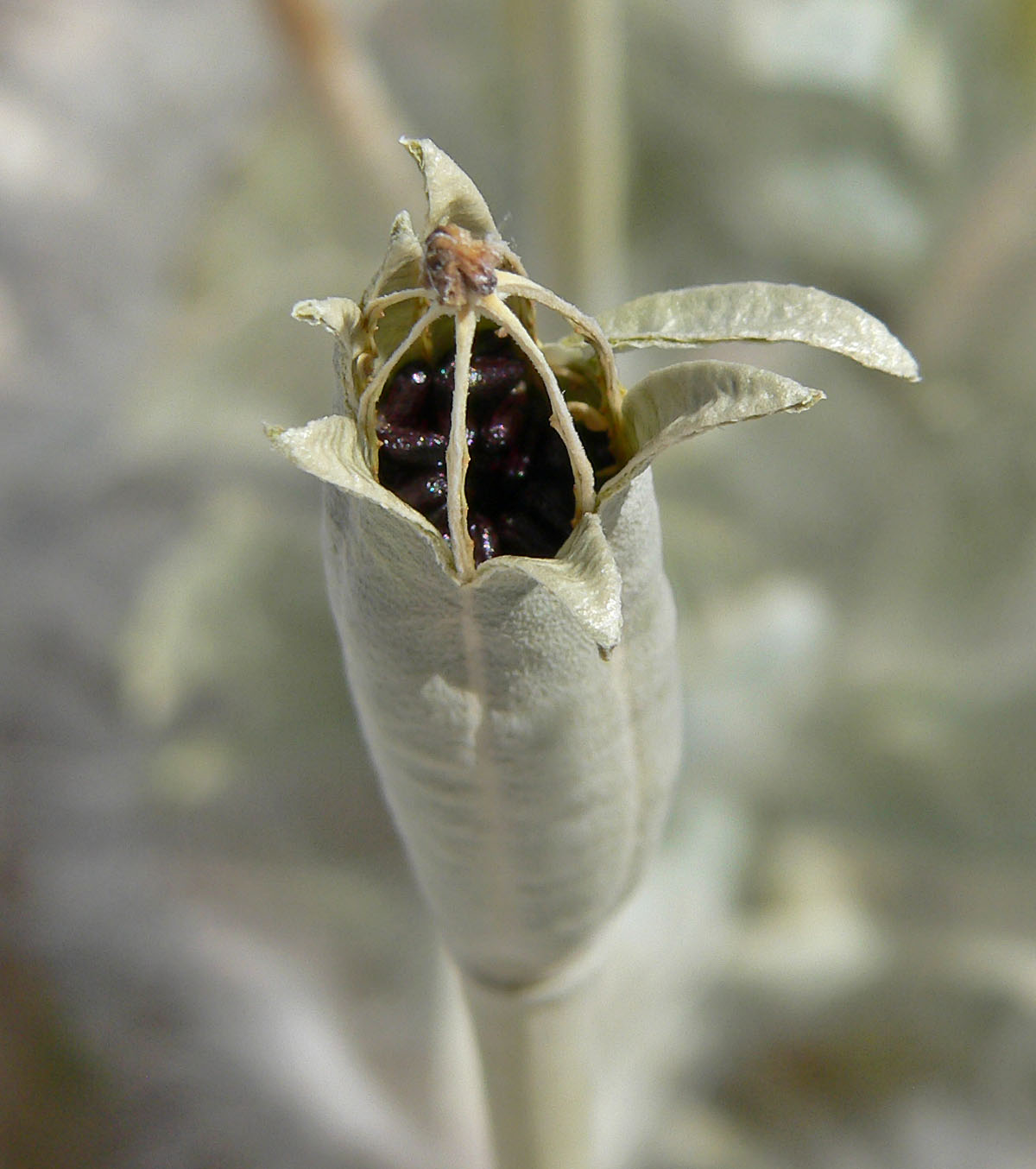
Détail d'un fruit.

Le fruit est une capsule contenant de nombreuses graines noires et luisantes.

### Espèces proches
Arctomecon humilis est une plante plus petite (généralement moins de 25 cm de hauteur) et ne possède que 4 pétales blancs ; on ne la trouve de plus qu'en Arizona et dans l'Utah. Arctomecon californica a elle aussi 6 pétales, mais jaunes.

## Répartition et habitat
Cette plante pousse dans les pentes caillouteuses, éboulis et zones désertiques du sud-est de la Californie et du sud du Nevada, aux États-Unis.

## Taxinomie et systématique
Arctomecon merriamii a été décrite scientifiquement pour la première fois en 1892 par le botaniste américain Frederick Vernon Coville, dans les Proceedings of the Biological Society of Washington. Cette description a été réalisée à partir d'un échantillon-type rapporté par les zoologistes américains Clinton Hart Merriam et Vernon Orlando Bailey, à la suite d'une expédition dans la vallée de la Mort, Californie.